# Garonnaise
La garonnaise est une race bovine française disparue. Elle est la principale race à avoir contribué à la création de la blonde d'Aquitaine en 1962.

## Origine
Elle appartient au rameau blond, ensemble de races du sud-ouest de la France. Elle est issue du regroupement de populations blondes élevées le long des coteaux de la Garonne et de basse Dordogne. La création d'un registre généalogique, en 1898, consacre le statut de race, regroupant des populations voisines sous le même vocable. Elle englobe alors les animaux montalbanais, agenais ou marmandaise, créon-et-castillon ou entre-deux-mers.
Après la Seconde Guerre mondiale, Edmond Quittet, ingénieur général agricole, décide de regrouper les races bovines pour simplifier le paysage agricole. Dans le sud-ouest, il prévoit de regrouper la garonnaise, la blonde des Pyrénées, la race du Quercy et la limousine. Seules les trois premières sont fusionnées. Dans les faits, la race garonnaise, mieux organisée, va absorber les deux autres. Pour Philippe J. Dubois, la blonde d'Aquitaine peut être considérée comme une garonnaise améliorée.
On dénombre 365 000 animaux en 1908, puis les effectifs baissent à la suite de croisements avec la limousine, aboutissant à la création de la race du Quercy. (200 000 en 1924) En 1958, date du dernier recensement, 216 000 animaux sont reversés dans la race blonde d'Aquitaine.

## Morphologie
C'est une race de grande taille et d'allure massive. Les membres sont forts et musclés. La tête à profil droit et cornes fréquemment en roue : en croissant vers le bas.
La robe est de couleur froment à nuances plus ou moins foncées et à muqueuses claires.

## Aptitudes
C'est une race reconnue pour sa force de traction: puissance, docilité et rusticité par son aptitude à travailler au soleil d'été. Des bœufs étaient vendus vers Bordeaux pour le travail dans les vignes et autour du port. En fin de carrière, ils étaient engraissés pour la boucherie. L'aptitude laitière médiocre des vaches était consacrée à l'élevage des veaux.
Lors des trente glorieuses, la mécanisation des campagnes incite les éleveurs à orienter leurs animaux vers la production bouchère.